# Eugène Billac
Pour les articles homonymes, voir Billac.

a Compétitions nationales et continentales officielles uniquement.

b Matchs officiels uniquement.
Dernière mise à jour le 14 décembre 2012.
Eugène Billac, né le 16 mars 1898 à Bayonne et mort le 29 novembre 1957 dans la même ville, est un joueur français de rugby à XV évoluant au poste de demi d'ouverture.

## Biographie
Eugène Billac évolue au poste de demi d’ouverture en sélection nationale, à l'Aviron bayonnais et au Stade bordelais. Avec le club bayonnais, il atteint par deux fois la finale du championnat de France mais il échoue à chaque fois face au Stade toulousain sur le score de 6 à 0 en 1922 et 3 à 0 en 1923. International à neuf reprises de 1920 à 1923, il fait partie de l'équipe de France qui obtient la première victoire contre l'Irlande - qui plus est à l’extérieur - en 1920. Cette même année, la France est battue par les États-Unis lors des Jeux olympiques d'Anvers au mois de septembre. Si Billac n'est pas dans la sélection olympique, il dispute cependant la « revanche d'Anvers » qui a lieu à Paris dans le stade de Colombes le 10 octobre suivant. Les Français battent alors les Américains par 14 à 5, inscrivant quatre essais dont un de Billac. Après sa carrière de joueur, il devient entraîneur et reste fonctionnaire EDF.

## Palmarès
- Deuxième du Tournoi en 1921
- Vice-champion de France en 1922 et 1923 (avec Bayonne, capitaine à la 2e finale)

## Statistiques en équipe nationale
- 9 sélections en équipe de France
- 6 points (2 essais)
- Sélections par année : 5 1920, 2 1921, 1 1922, 1 1923
- Participation à quatre Tournois des Cinq Nations